# El secretario (juego)
El secretario es un juego que se desarrolla de la siguiente manera. 
Se sientan los jugadores alrededor de una mesa provista de material de escritura. Se elige a la suerte un secretario el cual dispone tantas cuartillas de papel cuantas sean las personas que jueguen. Cada cual toma una y escribe a la cabeza del papel su nombre. En seguida, se la entrega al secretario: este las dobla, las mezcla y las distribuye al azar. Cada jugador escribe en la cuartilla que le ha tocado lo que piensa del sujeto cuyo nombre contiene. Cuando la casualidad hace que le toque a uno el papel en que ha escrito su nombre, tiene que hacer las observaciones sobre sí mismo. Después de haber escrito cada uno lo que le ha parecido, dobla el papel y lo devuelve al secretario.
Cuando todos han concluido esta operación, el secretario lee en voz alta el contenido de las cuartillas y no permitirá bajo ningún pretexto que un jugador se apodere de alguna de ellas para reconocer la letra. Terminada la lectura, se queman los papeles. Pero esta precaución que indicaría desconfianza, debe desterrarse de los grupos que saben conciliar la diversión con la urbanidad. Las personas que no tienen por qué temerse unas a otras, añaden un nuevo atractivo a este juego haciendo que el jugador de quien se trata, adivine quien es el autor de la nota que le concierne. Se pueden nombrar hasta dos personas: si acierta a la primera, la persona adivinada paga una prenda; si a la segunda, nadie paga; pero si no adivina a las dos veces, tiene él que pagar.
Generalmente, no se repite este juego, sin duda por inspiración de la desconfianza. Pero si se volviesen a mezclar y repartir por segunda vez las notas, este juego sería mucho más divertido. Contendría también a los maliciosos por temor de que conociesen su letra y haría a todos más circunspectos en las chanzas que pudieran incomodar a alguno. 

## El secretario novelesco
Se trata de una variación del juego anterior. He aquí el modo de jugarlo. 
Cada una de las señoras presentes escoge el nombre de una heroína de novela, de personaje histórico o de mujer de cualquier país; por ejemplo: Clarisa, Clotilde, Ana Bolena, Galatea, María Estuardo, Atala, francesa, inglesa, italiana, etc. Los caballeros toman nombres análogos y cada jugador escribe en el papel que ha recibido del secretario el nombre que haya adoptado devolviéndoselo en seguida. Entonces, el secretario mezcla y vuelve a distribuir los papeles como ya hemos dicho prometiendo entregar fielmente las notas y las respuestas a sus interesados. Cada jugador escribe lo que tiene por conveniente en su cuartilla acomodando su estilo al nombre que ha tomado. 
Después de escritos los textos se van devolviendo al secretario, el cual para hacer más divertido el juego, alternará la lectura leyendo por ejemplo, el billete de un guerrero después del de una pastora; el de un turco en contestación al de una parisiense o de una heroína sentimental, lo que produce un contraste de lo más gracioso.
Se acostumbra a decir a los jugadores el nombre que cada cual escoge; pero si se confiase únicamente al secretario y este después de leído un billete, propusiera a los jugadores que adivinasen el autor, sería sumamente entretenido verles esforzarse en adivinar, por la elección del nombre, por los caracteres del estilo, etc. En este caso, cada jugador solo podría nombrar una vez; si se equivocaba pagaría una prenda pero si acertaba, la pagaría la persona adivinada.